# Kaliště
Kaliště (en alemán: Kalischt) es una localidad y municipio del distrito de Pelhřimov en la región de Vysočina (República Checa). Se encuentra en la cuenca de los ríos Želivka y Sázava, a unos 7 kilómetros al noroeste de Humpolec. Su población en 2006 era de alrededor de 330 habitantes.
La primera mención escrita de Kaliště data de 1318, cuando era propiedad religiosa. Durante las guerras husitas, el rey Segismundo se apoderó de la propiedad y en 1436 la donó a la familia Trčka de Lípa. En 1698, fue comprada por el conde Jan Jáchym Harrach, que habría construido un castillo. Este pasó a la familia noble austriaca Trautson en 1707, siendo demolido en 1801.

## Personajes ilustres
- Gustav Mahler (1860-1911), compositor y director de orquesta.